# ユアン・マクレガー
ユアン・ゴードン・マクレガー（Ewan Gordon McGregor [ˌjuːən məˈɡrɛɡər], OBE, 1971年3月31日 - ）は、スコットランド出身の俳優。2013年にはチャリティー活動と演劇への貢献が評価され、大英帝国勲章を受章した。

## 来歴

### 生い立ち
1971年3月31日、スコットランドのパースに生まれ、クリフ (Crieff) で育つ。両親ともに教職についていた。叔父に俳優のデニス・ローソン（『スター・ウォーズ』旧三部作にウェッジ・アンティリーズ役で出演）がおり、その影響もあって幼少期から俳優を志望した。エルビス・プレスリーの物真似をする人気者の少年だった。
1987年に俳優を志し、高校モリソン・アカデミーを退学。退学した高校は物理学の教師である父親の勤務先で、兄（2006年時点ではイギリス空軍のパイロット）は最優秀生徒に選ばれていた。カーカルディで1年間演技を勉強しながらパースのレパートリー・シアターでスタッフ兼エキストラとして働き始め、初舞台を踏む。1988年にロンドンのギルドホール音楽演劇学校に入学。1990年にギルドホール音楽演劇学校の最終学年公演で一人芝居をし、エージェントにスカウトされる。

### キャリア
1992年にテレビドラマ『カラーに口紅 (Lipstick on Your Collar)』の主役に抜擢、本格的にデビュー。この後も、小説『赤と黒』のドラマ化作品などで主役を務めた。映画デビューは翌年の『Being Human』。1994年にダニー・ボイルの初監督映画『シャロウ・グレイブ』に出演し注目を集めた。
1995年には俳優のジュード・ロウ、ジョニー・リー・ミラーらと映画製作会社ナチュラル・ナイロンを設立。ユアンとジュード・ロウは、ルームシェアした仲である。ユアンは2002年、多忙のためナチュラル・ナイロンを脱退している。
1996年にダニー・ボイルと2度目のタッグとなった『トレインスポッティング』で映画初主演。トレードマークであった肩までの長髪を切り、坊主頭でジャンキー役にのぞんだ。この作品は若者たちの間で人気が爆発、イギリスの映画賞を総なめする。
1999年公開の『スター・ウォーズ エピソード1/ファントム・メナス』にて、オビ＝ワン・ケノービ役で出演。少年時代はスター・ウォーズが大好きであったが、有名で人気がありすぎる作品のためオファーを断るか悩んだという。以降『エピソード2/クローンの攻撃』、『エピソード3/シスの復讐』にも同役で出演し、代表作となった。また、後に同シリーズの『フォースの覚醒』および『スカイウォーカーの夜明け』でも声のみ出演している。
同年には、ナチュラル・ナイロン製作の短編オムニバス『チューブ・テイルズ』で監督デビュー。
若い頃からバイク好きであったが、2004年、友人のチャーリー・ブアマンと共にバイクでロンドンからニューヨークまで世界一周の旅を敢行。この模様はテレビ番組にもなり、また旅行記『Long Way Round』も発表された。2007年には再びバイクで、今度はスコットランドから南アフリカまで走破した。
2001年の映画『ムーラン・ルージュ』のサウンドトラックでは、『僕の歌は君の歌(Your Song)』をエルトン・ジョンと共にデュエットをしたイタリアのオペラ歌手、アレッサンドロ・サフィーナとこの歌をデュエットした。

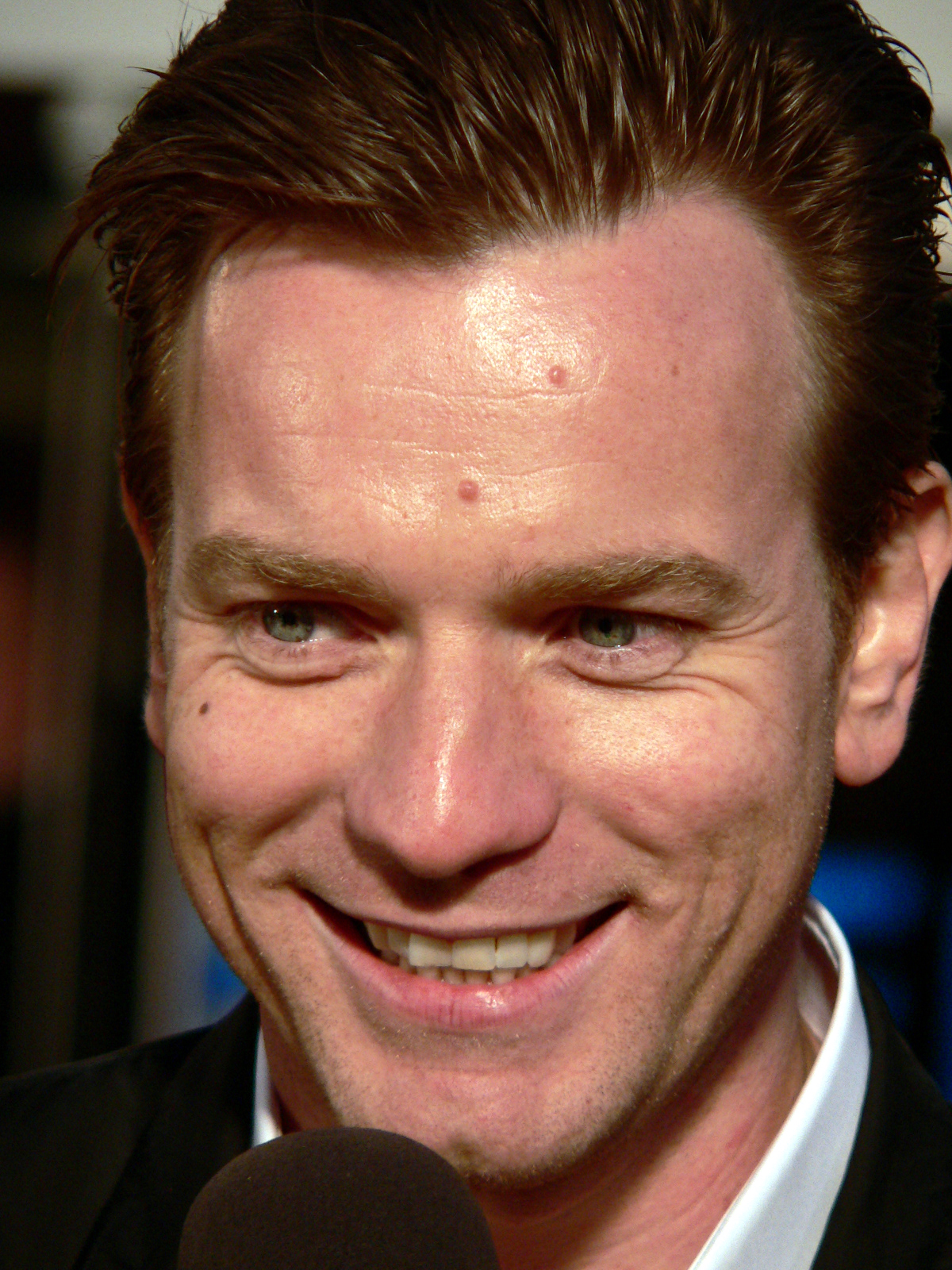
『ミス・ポター』のプレミア（2006年）

2005年にはロンドンで『ガイズ&ドールズ』の舞台に出演、ローレンス・オリヴィエ賞にもノミネートされた。
2010年、『ゴーストライター』でヨーロッパ映画賞 男優賞を受賞した。イギリス出身俳優の受賞はベン・キングズレー以来9年ぶりとなった。
2011年、映画『パーフェクト・センス』で、叔父のデニス・ローソンと初めての共演を果たした。
2015年に撮影が開始され、2016年に公開された主演映画『アメリカン・バーニング』で、映画監督デビューを果たす。
2018年、『プーと大人になった僕』でクリストファー・ロビンを演じ、この作品のプロモーションで初来日した。これまで複数の日本企業のCMに出演していたが、撮影スケジュールの影響から本作までプロモーションで来日したことが無かった。
2019年には『スター・ウォーズ』シリーズで演じたオビ＝ワン・ケノービ役を、スピンオフ『オビ＝ワン・ケノービ』で再び演じることを発表。「アレック・ギネスが演じていた時のケノービの演技により近づきたい」と抱負を語った。2022年、Disney+で配信された。

### 私生活

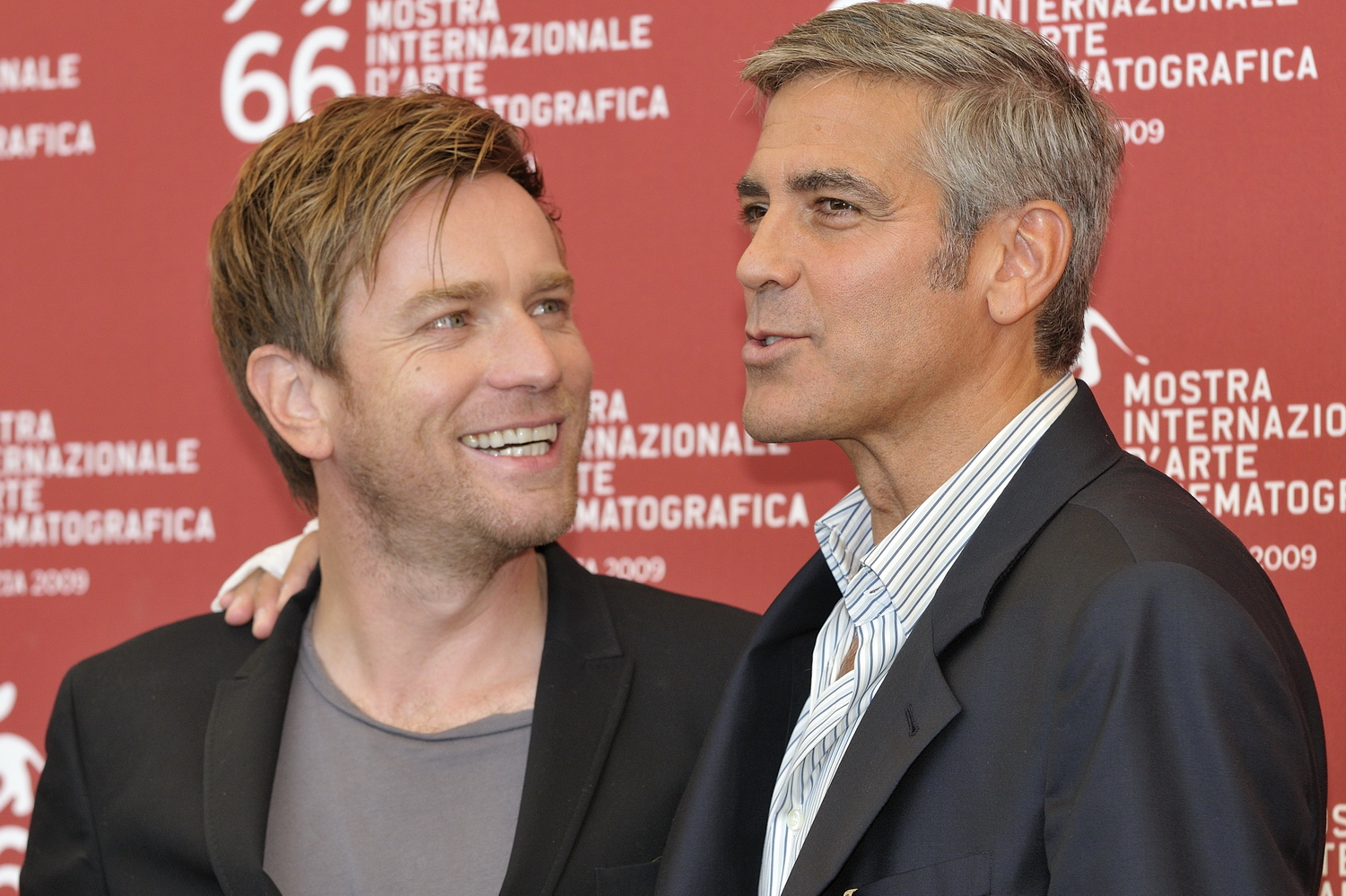
ヴェネツィア国際映画祭でジョージ・クルーニーと（2009年）

1995年7月22日にテレビシリーズの制作現場で出会ったギリシャ系フランス人の美術監督イヴ・マヴラキスと結婚。1996年2月に長女（クララ・マチルド）が、2001年11月に次女（エスター・ローズ）が誕生。2006年4月にはモンゴル人の女児（ジャミヤン）を養女として迎えた。2011年にはもう1人養子（アヌーク）を迎え、4人の娘の父になる。『美女と野獣』撮影後のインタビューで、フランス人のルミエールを演じるにあたり、家では妻と娘達はフランス語を流暢に話すが、自分がフランス訛りの英語を話すと、メキシコ訛りになってしまったと話している。現在は家族とアメリカLAへ移住。
ハリウッドでも愛妻家として有名だったが、2017年春、夫妻の別居離婚報道が一部で流れる。2017年秋、『FARGO/ファーゴ』で共演したメアリー・エリザベス・ウィンステッドとの交際がパパラッチされる。2017年末、22年間連れ添った妻イヴ・マヴラキスと離婚。なお、4人の娘の親権は妻イヴが得た模様。
2008年に右目下にできたがん性のほくろを除去する手術を受けていたことを告白。また、トレードマークとも言えた眉間のほくろも併せて除去した。

## その他

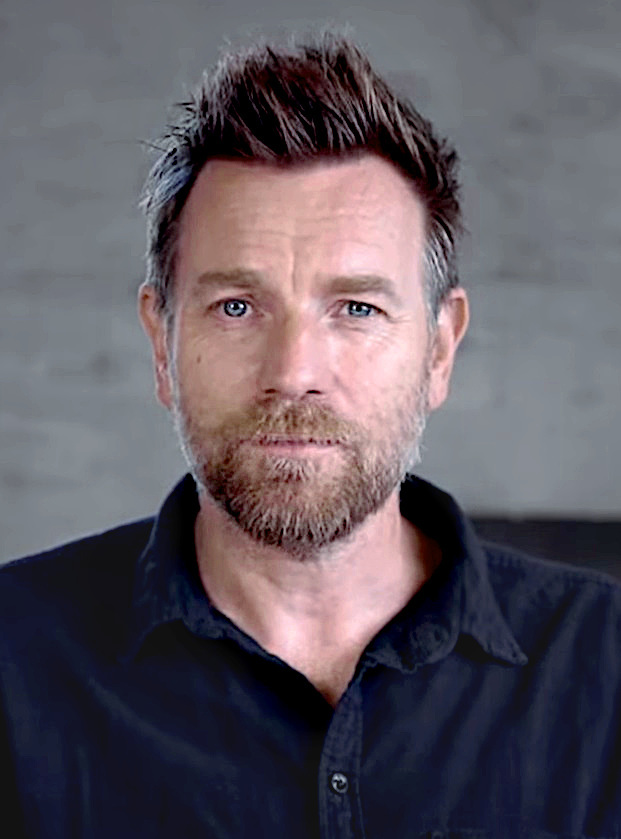
ユアン・マクレガー（2022年）

少年時代は『スター・ウォーズ』旧三部作シリーズが大好きで、特にレイア姫がお気に入りであった。自身が出演したスター・ウォーズシリーズについては、「気に入っているが、出演したことが俳優人生に特にプラスになったとは考えていない」と語っている。

## 出演作品

### 映画
| 年   | 題名 | 役名                                   | 備考                                          | 吹き替え                                                                |
| ---- | --- | -------------------------------------- | --------------------------------------------- | ----------------------------------------------------------------------- |
| 1993 | Being Human | アルヴァレズ                           | 日本未公開                                    | N/A                                                                     |
| 1994 | シャロウ・グレイブ Shallow Grave                                                                                  | アレックス                             |                                               | 藤原啓治                                                                |
| 1995 | ブルー・ジュース Blue Juice                                                                                       | ディーン・レイモンド                   |                                               |                                                                         |
| 1996 | トレインスポッティング Trainspotting                                                                              | マーク・レントン                       | 平田広明                                      |                                                                         |
| 1996 | ピーター・グリーナウェイの枕草子 The Pillow Book                                                                  | ジェローム                             |                                               |                                                                         |
| 1996 | Emma エマ Emma | フランク・チャーチル                   | 川田紳司                                      |                                                                         |
| 1996 | ブラス! Brassed Off                                                                                               | アンディー・バロー                     | 古澤徹                                        |                                                                         |
| 1997 | ナイトウォッチ Nightwatch                                                                                         | マーティン・ベル                       | 古澤徹                                        |                                                                         |
| 1997 | 悪魔のくちづけ The Serpent's Kiss                                                                                 | ミニア・クローム                       | 三木眞一郎                                    |                                                                         |
| 1997 | 普通じゃない A Life Less Ordinary                                                                                 | ロバート・ルイス                       | 関智一（ソフト版） 平田広明（テレビ朝日版）   |                                                                         |
| 1998 | Desserts | Stroller                               | 日本未公開                                    | N/A                                                                     |
| 1998 | ベルベット・ゴールドマイン Velvet Goldmine                                                                        | カート・ワイルド                       |                                               | 真殿光昭                                                                |
| 1998 | リトル・ヴォイス Little Voice                                                                                     | ビリー                                 | 森川智之                                      |                                                                         |
| 1999 | スター・ウォーズ エピソード1/ファントム・メナス Star Wars Episode I: The Phantom Menace                           | オビ＝ワン・ケノービ                   | 森川智之                                      |                                                                         |
| 1999 | マネー・トレーダー 銀行崩壊 Rogue Trader                                                                          | ニック・リーソン                       | 森川智之                                      |                                                                         |
| 1999 | 氷の接吻 Eye of the Beholder                                                                                      | EYE（アイ）                            | 堀内賢雄（ソフト版） 平田広明（テレビ朝日版） |                                                                         |
| 2000 | ノーラ・ジョイス 或る小説家の妻 Nora                                                                              | ジェイムズ・ジョイス                   | 宮本充                                        |                                                                         |
| 2001 | ムーラン・ルージュ Moulin Rouge!                                                                                  | クリスチャン                           | 宮本充                                        | ゴールデングローブ賞 主演男優賞（ミュージカル・コメディ部門）ノミネート |
| 2001 | ブラックホーク・ダウン Black Hawk Down                                                                            | ジョン・グライムズ特技下士官           |                                               | 森川智之（ソフト版、テレビ東京版）                                      |
| 2002 | スター・ウォーズ エピソード2/クローンの攻撃 Star Wars Episode II: Attack of the Clones                            | オビ＝ワン・ケノービ                   | 森川智之                                      |                                                                         |
| 2002 | Solid Geometry | ヒル                                   | 日本未公開                                    | N/A                                                                     |
| 2003 | 恋は邪魔者 Down with Love                                                                                         | キャッチャー・ブロック                 |                                               | 宮本充                                                                  |
| 2003 | 猟人日記 Young Adam                                                                                               | ジョー・テイラー                       | 古澤徹                                        |                                                                         |
| 2003 | FASTER ファスター Faster                                                                                          | ナレーション                           | 声の出演 ドキュメンタリー映画                 | （吹き替え版なし）                                                      |
| 2003 | ビッグ・フィッシュ Big Fish                                                                                       | 若き日のエドワード・ブルーム           |                                               | 森川智之（ソフト版） 内田夕夜（機内上映版）                             |
| 2005 | ロボッツ Robots                                                                                                   | ロドニー・コッパーボトム               | 声の出演                                      | 草彅剛                                                                  |
| 2005 | Valiant | Valiant                                | 声の出演 日本未公開                           | N/A                                                                     |
| 2005 | スター・ウォーズ エピソード3/シスの復讐 Star Wars Episode III: Revenge of the Sith                                | オビ＝ワン・ケノービ                   |                                               | 森川智之                                                                |
| 2005 | アイランド The Island                                                                                             | リンカーン・6エコー / トム・リンカーン | 平田広明                                      |                                                                         |
| 2005 | ステイ Stay | サム・フォスター                       | 森川智之                                      |                                                                         |
| 2006 | Scenes of a Sexual Nature                                                                                         | ビリー                                 | 日本未公開                                    | N/A                                                                     |
| 2006 | ミス・ポター Miss Potter                                                                                          | ノーマン・ウォーン                     |                                               | 大滝寛                                                                  |
| 2006 | アレックス・ライダー Stormbreaker                                                                                 | イアン・ライダー                       | 森川智之                                      |                                                                         |
| 2007 | ウディ・アレンの夢と犯罪 Cassandra's Dream                                                                        | イアン                                 | （吹き替え版なし）                            |                                                                         |
| 2008 | 彼が二度愛したS Deception                                                                                         | ジョナサン・マコーリー                 | 平田広明                                      |                                                                         |
| 2008 | ブローン・アパート Incendiary                                                                                     | ジャスパー・ブラック                   | 森川智之                                      |                                                                         |
| 2009 | フィリップ、きみを愛してる! I Love You Phillip Morris                                                             | フィリップ・モリス                     | 森川智之                                      |                                                                         |
| 2009 | 天使と悪魔 Angels & Demons                                                                                        | パトリック・マッケンナ（カメルレンゴ） | 平田広明                                      |                                                                         |
| 2009 | ヤギと男と男と壁と The Men Who Stare at Goats                                                                     | ボブ・ウィルトン                       | 森川智之                                      |                                                                         |
| 2009 | アメリア 永遠の翼 Amelia                                                                                          | ジーン・ヴィダル                       | 森川智之                                      |                                                                         |
| 2010 | ゴーストライター The Ghost Writer                                                                                 | ゴーストライター                       | 森川智之                                      | ヨーロッパ映画賞男優賞受賞                                              |
| 2010 | ナニー・マクフィーと空飛ぶ子ブタ Nanny McPhee Returns                                                             | ロリー・グリーン                       | 森川智之                                      | カメオ出演                                                              |
| 2010 | Jackboots on Whitehall                                                                                            | クリス                                 | 声の出演                                      | N/A                                                                     |
| 2010 | 人生はビギナーズ Beginners                                                                                        | オリヴァー・フィールズ                 |                                               | 森川智之                                                                |
| 2011 | パーフェクト・センス Perfect Sense                                                                                | マイケル                               | 平田広明                                      |                                                                         |
| 2012 | 砂漠でサーモン・フィッシング Salmon Fishing in the Yemen                                                          | アルフレッド・ジョーンズ博士           | 森川智之                                      |                                                                         |
| 2012 | エージェント・マロリー Haywire                                                                                    | ケネス                                 | 森川智之                                      |                                                                         |
| 2012 | インポッシブル The Impossible                                                                                     | ヘンリー                               | 森川智之                                      |                                                                         |
| 2013 | ジャックと天空の巨人 Jack the Giant Slayer                                                                        | エルモント                             | 森川智之                                      |                                                                         |
| 2013 | 8月の家族たち August:Osage County                                                                                 | ビル・フォーダム                       | 宮本充                                        |                                                                         |
| 2014 | 荒野はつらいよ 〜アリゾナより愛をこめて〜 A Million Ways to Die in the West                                       | カウボーイ                             | カメオ出演                                    | 不明                                                                    |
| 2014 | ガンズ&ゴールド Son of a Gun                                                                                      | ブレンダン・リンチ                     |                                               | 森川智之                                                                |
| 2015 | チャーリー・モルデカイ 華麗なる名画の秘密 Mortdecai                                                               | アラステア・マートランド警部補         |                                               | 森川智之                                                                |
| 2015 | ユアン・マクレガー/荒野の誘惑 Last Days in the Desert                                                             | ヨシュア / サタン                      | 日本劇場未公開                                | （吹き替え版なし）                                                      |
| 2015 | MILES AHEAD/マイルス・デイヴィス 空白の5年間 Miles Ahead                                                          | デイヴ・ブレイデン                     |                                               | 森川智之                                                                |
| 2015 | スター・ウォーズ/フォースの覚醒 Star Wars: The Force Awakens                                                      | オビ＝ワン・ケノービ                   | 声の出演（カメオ出演）                        | 森川智之                                                                |
| 2016 | ジェーン Jane Got a Gun                                                                                           | ジョン・ビショップ                     | [ 23 ]                                        | 森川智之                                                                |
| 2016 | われらが背きし者 Our Kind of Traitor                                                                              | ペリー                                 | [ 24 ]                                        | 平田広明                                                                |
| 2016 | アメリカン・バーニング American Pastoral                                                                          | シーモア・レヴォフ                     | 兼監督                                        | （吹き替え版なし）                                                      |
| 2017 | T2 トレインスポッティング T2: Trainspotting                                                                       | マーク・レントン                       |                                               | 平田広明                                                                |
| 2017 | 美女と野獣 Beauty and the Beast                                                                                   | ルミエール                             | 成河                                          |                                                                         |
| 2018 | ホンモノの気持ち Zoe                                                                                              | コール                                 | 地域によりAmazonあるいはNetflix配信           | 森川智之                                                                |
| 2018 | プーと大人になった僕 Christopher Robin                                                                            | クリストファー・ロビン                 |                                               | 堺雅人                                                                  |
| 2019 | ドクター・スリープ Doctor Sleep                                                                                   | ダン・トランス                         | 森川智之                                      |                                                                         |
| 2019 | スター・ウォーズ/スカイウォーカーの夜明け Star Wars: The Rise of Skywalker                                        | オビ＝ワン・ケノービ                   | 森川智之                                      | 声の出演（カメオ出演）                                                  |
| 2020 | ハーレイ・クインの華麗なる覚醒 BIRDS OF PREY Birds of Prey (and the Fantabulous Emancipation of One Harley Quinn) | ローマン・シオニス / ブラックマスク    | 森川智之                                      |                                                                         |
| 2021 | バースデーケーキ:血の粛清 The Birthday Cake                                                                       | ケリー神父                             | 森川智之                                      | 日本劇場未公開                                                          |
| 2022 | レイモンド&レイ Raymond & Ray                                                                                     | レイモンド                             | 森川智之                                      | 日本劇場未公開                                                          |
| 2022 | ギレルモ・デル・トロのピノッキオ Guillermo del Toro's Pinocchio                                                   | セバスチャン・J・クリケット            | 森川智之                                      | 声の出演                                                                |
| 2023 | ブリーディング・ラブ はじまりの旅 Bleeding Love                                                                   | 父                                     | 兼製作総指揮                                  | （吹き替え版なし）                                                      |
| 2023 | Mother, Couch | デヴィッド                             |                                               | N/A                                                                     |
| 2026 | Flowervale Street                                                                                                 |                                        | ポストプロダクション                          |                                                                         |

### テレビ
| 放送年    | 邦題 原題                                             | 役名                                  | 備考                                                                                            | 吹き替え |
| --------- | ----------------------------------------------------- | ------------------------------------- | ----------------------------------------------------------------------------------------------- | -------- |
| 1993      | カラーに口紅 Lipstick On Your Collar                  | ミック・ホッパー                      | 計6話出演                                                                                       |          |
| 1993      | 赤と黒 The Scarlet and the Black                      | ジュリアン・ソレル                    | ミニシリーズ、計3話出演                                                                         | 成田剣   |
| 1996      | Tales from the Crypt                                  | フォード                              | 「Cold War」                                                                                    | N/A      |
| 1997      | ER緊急救命室 ER                                       | ダンカン・スチュワート                | 第3シーズン第15話「険しい回り道」                                                               | 中尾隆聖 |
| 2004-2005 | ユアン・マクレガー 大陸縦断 バイクの旅 Long Way Round | 本人                                  | ドキュメンタリー                                                                                | 森川智之 |
| 2017      | FARGO/ファーゴ Fargo                                  | エミット・スタッシー レイ・スタッシー | ゴールデングローブ賞男優賞受賞                                                                  | 三上哲   |
| 2020      | ステージド2 俺たちの舞台、アメリカ上陸!? Staged       | 本人                                  | 第2シーズン第5話「イボイノシシとマングース：PART1」                                             | 森川智之 |
| 2020      | Long Way Up:大陸縦断バイクの旅 Long Way Up            | 本人                                  | ドキュメンタリー                                                                                |          |
| 2021      | HOLSTON/ホルストン Halston                            | ロイ・ホルストン・フローウィック      | ミニシリーズ、計5話出演 兼製作総指揮 第73回エミー賞主演男優賞（リミテッド＆テレビ映画部門）受賞 | 森川智之 |
| 2022      | オビ＝ワン・ケノービ Obi-Wan Kenobi                   | オビ＝ワン・ケノービ                  | Disney+オリジナル、ミニシリーズ                                                                 | 森川智之 |
| 2024      | モスクワの伯爵 A Gentleman in Moscow                  | アレクサンダー・ロストフ伯爵          | 兼製作 Paramount+配信                                                                           | 森川智之 |

### 舞台
- ガイズ&ドールズ（2005年）
- The Play Wot I Wrote（2001年、ケネス・ブラナー監督）
- Little Malcolm And His Struggle Against The Eunuchs（1998年、1999年）
- What the Butler Saw（1993年）
- Othello（2007年）

### CM
- サントリー ビートニック（1997年）
- ボブソン（1997年 - 1999年）
- イーオン（2001年 - 2002年）
- JT ルーツ（2002年 - 2003年）
- シスコシステムズ
- トヨタ・アルファード（2008年 - ）

## 受賞歴
- 1996年 エンパイア賞 最優秀男優賞
- 1997年 エンパイア賞 最優秀男優賞（『トレインスポッティング』）
- 1997年 ロンドン映画批評家協会賞 最優秀男優賞（『トレインスポッティング』）
- 1998年 エンパイア賞 最優秀男優賞
- 2002年 エンパイア賞 最優秀男優賞（『ムーラン・ルージュ』）
- 2002年 ロンドン映画批評家協会賞 最優秀英国俳優賞（『ムーラン・ルージュ』）
- 2018年 ゴールデングローブ賞 男優賞（ミニシリーズ・テレビ映画部門）受賞

## 日本語吹き替え

### 専属声優（フィックス）
森川智之（本人公認声優）
『リトル・ヴォイス』で初担当。以降、ユアンの専属（フィックス）声優として、ほとんどの作品を吹き替えている。
2022年には『オビ＝ワン・ケノービ』のPRでリモートでの対面を果たしており、現在ではマクレガー本人からも「自身の日本版の声の持ち主」としてお墨付きを貰っている。
後に森川がインタビューで明かしたところによると、自身がユアンを吹き替えるようになったきっかけは日本で録音した音声がハリウッドに送られる形式の海外オーディションであり、それらの音声データの波形を見ながらユアンに似ている声かどうかを分析したところ、森川が抜擢されたという。
森川自身、特に好きな俳優にユアンの名を挙げており、「彼（ユアン）の声を演じるのは楽というか、サッとできる」とありのままの声で演じられる俳優であるとも語っている。また、自身の声質もユアンに近いことから、作風や役柄に問わず、他の俳優と比べても吹き替えがやりやすいと述べている。

### その他の担当声優
平田広明
『トレインスポッティング』で初担当。同シリーズをはじめとして主にキャリア初期の作品を担当し、森川の次に多く吹き替えていた。
このほかにも、宮本充、古澤徹、成田剣、三上哲、関智一、三木眞一郎、藤原啓治なども声を当てたことがある。